# Casa de Moneda de México

Documento que muestra la relación de monedas de oro y plata acuñadas en 1785.

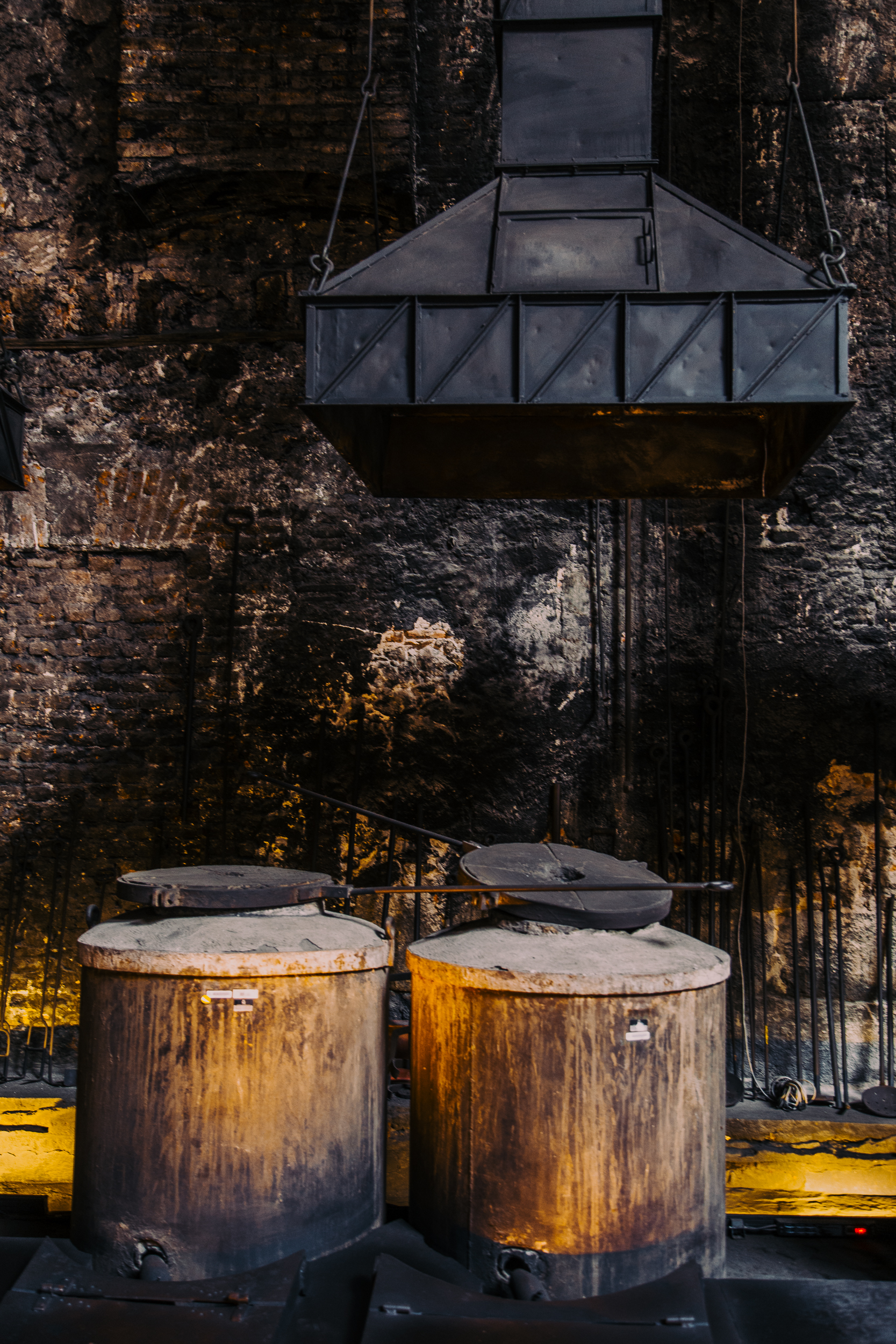
Salón de Fundición en el Museo Numismático Nacional

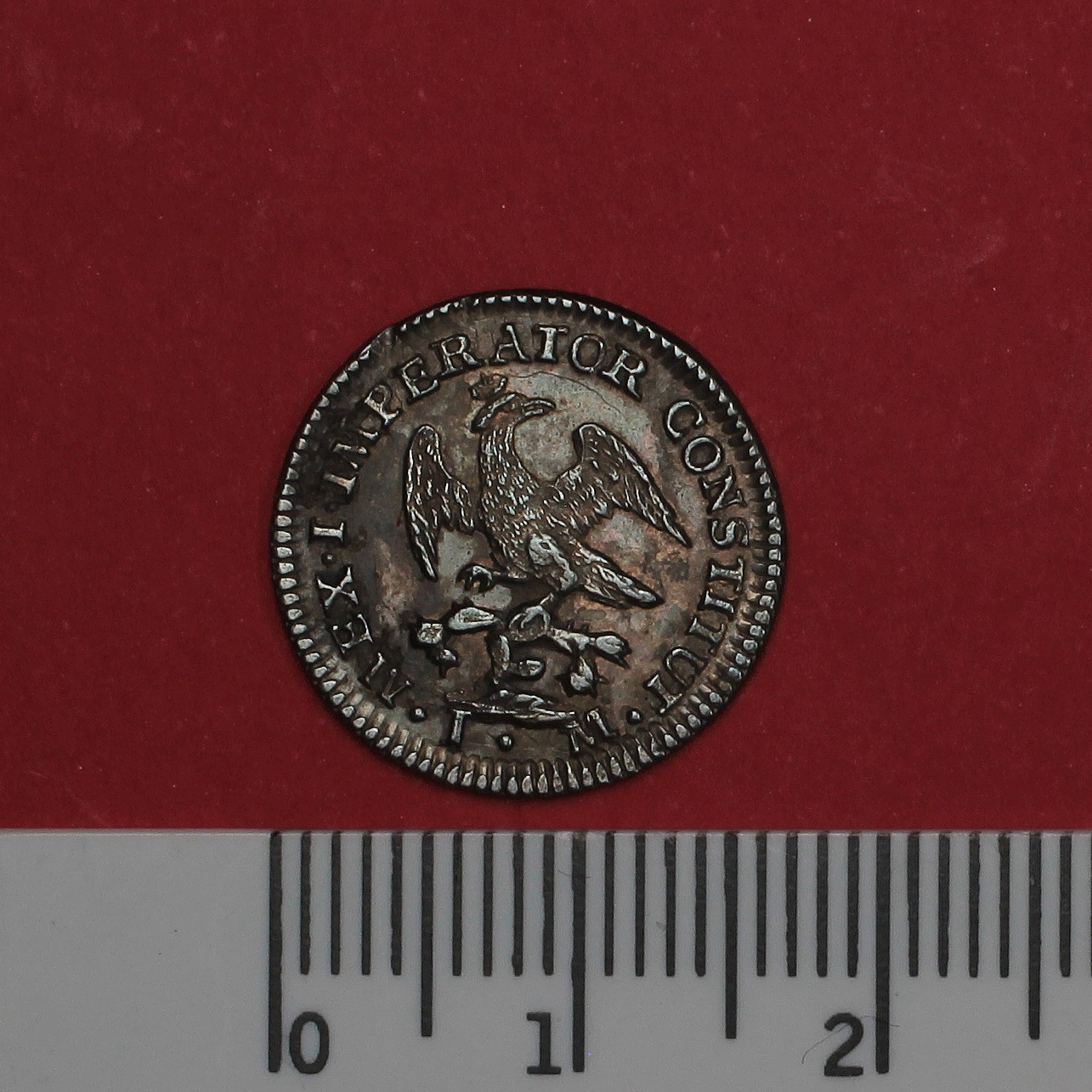
½ real México • 1822.jpg

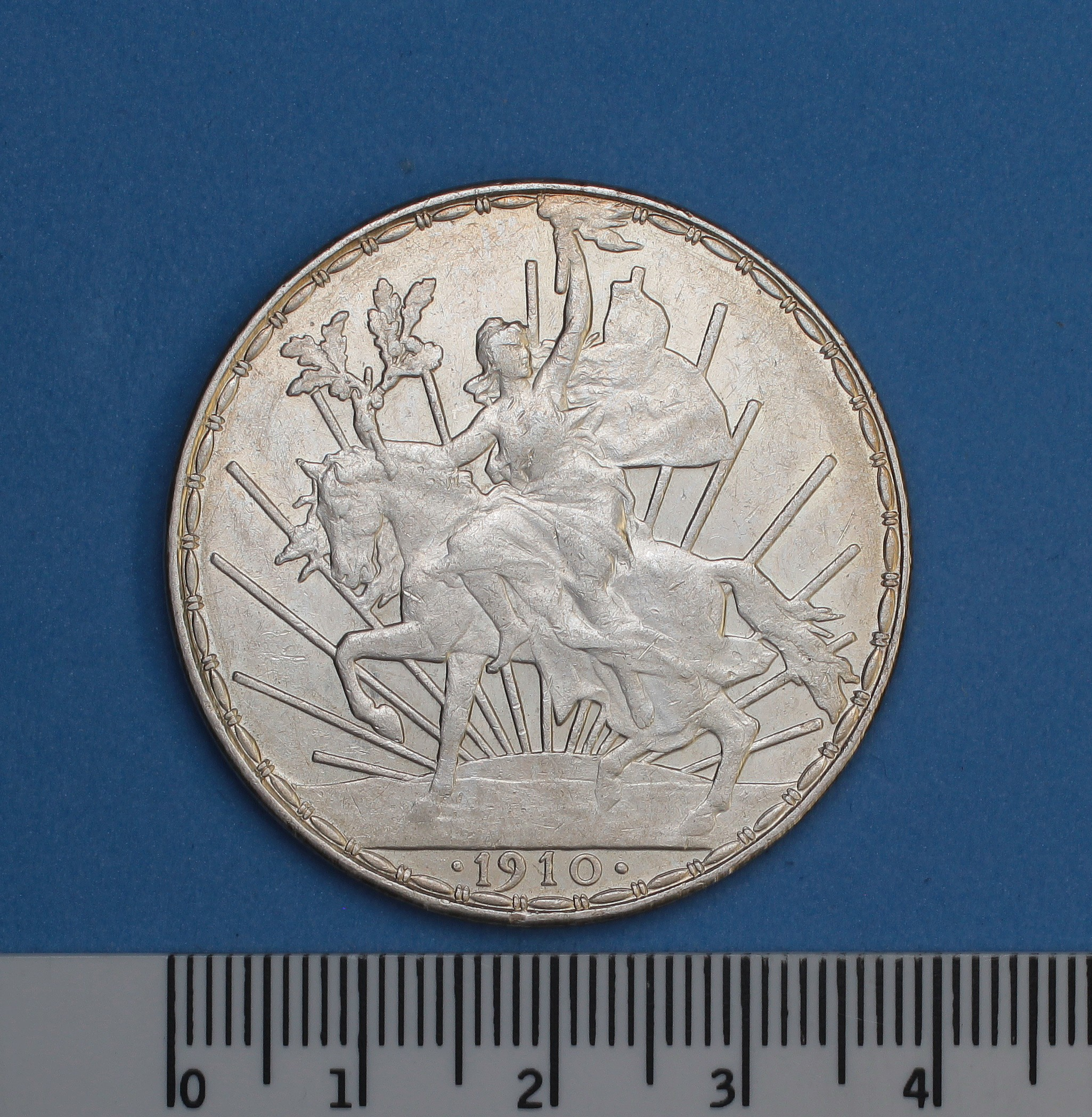
Un peso, Caballito, 1910, plata, reverso. Primera conmemorativa, diseño artista francés Charles Pillet.

La Casa de Moneda de México (MO por su marca de ceca) es un órgano descentralizado del Gobierno Federal mexicano, dependiente de la Secretaría de Hacienda y Crédito Público. Es responsable de acuñar las monedas de curso legal en el país, conforme a las características y denominaciones que establezcan los decretos del Congreso de la Unión y a las órdenes de acuñación del Banco de México. Fue fundada en 1535 y es la más antigua de América.

## Historia

### Fundación y época virreinal

Logo basado en la ceca de la Casa de Moneda de México.

La Real Casa de Moneda de México (o la Ceca de México) fue establecida por Real cédula de 11 de mayo de 1535, ejecutada por el virrey Antonio de Mendoza. Inicialmente estuvo en las llamadas «Casas viejas» de Moctezuma, propiedad de Hernán Cortés, pero en 1536 se decidió la construcción de un edificio adosado al Palacio Virreinal (hoy Museo Nacional de las Culturas), en la calle que por esta razón se llamó «de Moneda». Fue la primera ceca de América.
La Casa de Moneda funcionó durante más de dos siglos por «asiento» o concesión a personas que adquirían los oficios de tesorero, ensayador, tallador, escribano, juez de balanza, alcalde y alguacil. La ceca se limitaba a acuñar la moneda y entregarla a sus dueños después de deducir los correspondientes derechos de operación o braceaje y derechos de señoreaje.
Desde su fundación, la Casa de Moneda de México produjo piezas (como el Real de a 8) que, en reconocimiento a una buena calidad y muy fino, traspasaron sus fronteras al ser usadas como medio de cambio en los siglos XVII, XVIII y XIX en diversas partes del mundo, como los reinos de Europa Occidental; Japón y China; y en Estados Unidos, donde se le conoció como Spanish dollar. El metal utilizado fue primordialmente la plata, producida por las minas mexicanas, aunque desde 1679 se acuñaron cantidades limitadas de oro. El cobre se utilizó en los años iniciales de la ceca, y después de 1814 en el contexto de la crisis provocada por la revolución de independencia.
Las primeras monedas acuñadas fueron las de plata, conocidas como de (Carlos y Juana), por el nombre de los monarcas, [Carlos I de España] y su madre, Juana I de Castilla). En el anverso de la moneda lleva un escudo con castillos y leones además de los nombres de los reyes y el reverso las Columnas de Hércules. Estas monedas se acuñaron en dos series: la primera de ellas (1536 a 1542) lleva columnas sencillas y la segunda (1542 a 1572) lleva ondas marinas debajo de ellas.
En 1572 Felipe II de España introdujo la moneda que llevaba impresa una cruz y las armas del reino, que se mantuvo hasta la aparición en 1732 del tipo columnario que presentaba dos globos terráqueos sobre olas marinas, con una corona real encima, flanqueadas por las Columnas de Hércules, de donde tomaron su nombre. Fueron sucedidas en 1773 por las monedas «de busto», por tener el de los reyes de España en el anverso. El patrón de numeración era del sistema octal, por lo cual el peso de plata fue conocido como real de a 8; otras denominaciones tuvieron 4, 2, 1 y ½ real. Las monedas de oro fueron de onzas, medias onzas y escudo de oro.
El mineral traído de las minas era primeramente examinado por el ensayador para certificar su ley. La fundición se hacía en un horno de crisol, vertiendo luego el metal en moldes. La barra resultante era aplanada sobre un tas o yunque de platero y luego recortada para obtener cospeles de forma aproximadamente circular. La acuñación inicialmente fue artesanal, a golpe de martillo, utilizando cuños y troqueles. El resultado eran monedas irregulares, del tipo llamada macuquina. La moneda era pesada, revisada nuevamente por el ensayador, en presencia del tesorero y escribano, y entregada a sus dueños. 

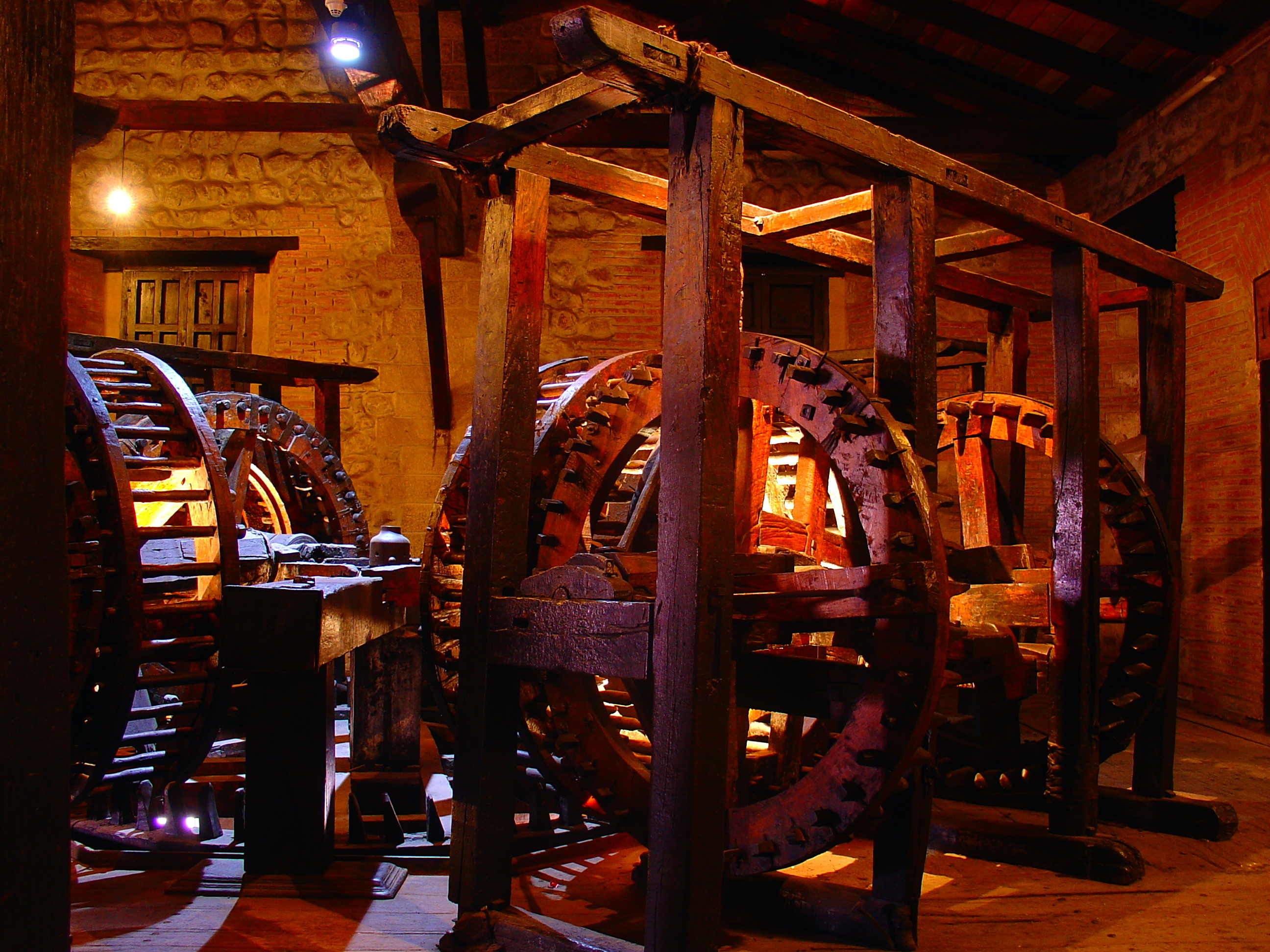
Máquinas laminadoras de plata preservadas en Potosí, en la actual Casa de la Moneda de Bolivia, similares a las que existían en la Casa de Moneda de México, y que fueron utilizadas para aplanar las barras.

En 1732 la Corona retomó la administración directa de la Casa de Moneda. En adelante, la institución compraría la plata a los introductores, y las monedas acuñadas pertenecerían a la Real Hacienda. Los directores o superintendentes fueron José Fernández de Veytia Linage (1 de enero de 1733 – 15 de julio de 1739), coronel Gabriel Fernández Molinillo (16 de julio de 1739 - 27 de julio de 1751), Pedro Núñez de Villavicencio (28 de julio de 1751 - 24 de febrero de 1778); el licenciado Fernando José Mangino (25 de febrero de 1778 - 20 de mayo de 1787); Francisco Fernández de Córdova, marqués de San Jorge (21 de mayo de 1787 - 4 de junio de 1815); y Rafael de Lardizábal (5 de junio de 1815 hasta 1829).
A raíz del establecimiento de la administración por la Real Hacienda se introdujo nueva maquinaria, notablemente grandes molinos de laminación (similares a los preservados en Potosí, en la actual Casa de la Moneda de Bolivia), para aplanar las barras, y prensas de volante o balancín, que permitieron la acuñación de piezas circulares uniformes, con cordón perimetral en el canto. Para este fin se realizaron diversas ampliaciones y modificaciones en el edificio, todo bajo la dirección de Nicolás Peinado Valenzuela.
En 1778 la Corona incorporó asimismo a la Casa de Moneda el Real Apartado de Oro y Plata, que hasta entonces había tenido por "asiento" o concesión la familia Fagoaga.
En 1778 fue nombrado Jerónimo Antonio Gil como tallador mayor, con la comisión adicional de establecer una escuela de grabado en la Casa de Moneda. El buen éxito obtenido llevó a Gil a proponer la creación en 1781 de la Academia de San Carlos, inicialmente en la misma ceca, hasta que en 1791 se trasladó a un local propio en el antiguo Real Hospital del Amor de Dios.
El sabio alemán Alexander von Humboldt visitó la ceca en 1803 y la describió en su Ensayo político..., como «la más grande y rica en todo el mundo», y comentó que aunque no ofrecía cosa notable en cuanto a la perfección de las máquinas o de los procesos industriales, era muy digna de atención «por el orden, actividad y economía que reinaba en todas las operaciones de braceaje». En esos años, acuñaba más de treinta millones de pesos anuales, y laboraban en ella alrededor de 400 obreros, además de artistas grabadores y empleados administrativos.
La guerra de independencia provocó una grave crisis en la Casa de Moneda, debido a que muchas minas fueron abandonadas, y en otros casos los caminos eran demasiado peligrosos para transportar plata hacia la capital virreinal. Esto llevó a las autoridades a establecer casas de moneda provinciales en Sombrerete, Zacatecas, Durango, Chihuahua, Real de Catorce (San Luis Potosí), Valladolid (Morelia) y Guadalajara, Guanajuato, Nueva Vizcaya (Sinaloa y Coahuila), Oaxaca que acuñaron de manera episódica monedas de emergencia u obsidionales, de desigual ley y calidad. Durante 1813 y 1820, la única casa ceca autorizada para acuñar oro fue Guadalajara. El monopolio capitalino de la acuñación concluyó de esta manera, y nunca se restableció.
Los insurgentes realizaron también en distintos periodos sus propias acuñaciones de moneda, en plata o en cobre, de calidad irregular; o bien resellaron la moneda emitida por la ceca oficial.

### México independiente
A raíz de la independencia de México, la ceca pasó a llamarse por breve tiempo Imperial Casa de Moneda de México, y posteriormente Casa Nacional de Moneda. Las cecas provinciales pasaron a ser subsidiarias de la de la Ciudad de México. Al recuperase la producción minera, se crearon nuevas casas foráneas en Álamos, Culiacán, Chihuahua, Durango, Guadalupe y Calvo, Guanajuato, Guadalajara, Hermosillo, Tlalpan, Oaxaca, Real de Catorce, San Luis Potosí y Zacatecas. Por lo común funcionaban por concesión o arrendamiento a particulares, aunque los tipos y denominaciones fueron uniformes.
En 1847 el gobierno arrendó la Casa de Moneda a una compañía inglesa, la MacKintosh Mint Company, que también arrendó en distintos momentos las cecas de Guanajuato, Zacatecas, y Guadalupe y Calvo (al sur de Chihuahua). Esta empresa adquirió maquinaria inglesa propulsada por vapor. La producción se trasladó a la Casa del Apartado (actual Museo Numismático Nacional), uniendo por tanto los procesos productivos en un solo establecimiento, llamado Casa de Moneda y Apartado de México.
Entre 1847 y 1893 el gobierno abandonó la administración directa de la Casa de Moneda, entregándola por sucesivos arrendamientos a particulares.
Por un decreto del presidente Benito Juárez, la Casa de Moneda adoptó el 15 de marzo de 1861 la división del peso mexicano de acuerdo al sistema métrico decimal.
A raíz del establecimiento del Segundo Imperio Mexicano (1863-1867), la Casa de Moneda acuñó monedas con el perfil del emperador y la leyenda «Maximiliano emperador» en el anverso, e «Imperio Mexicano», en el reverso. Al restablecimiento de la república se acuñó el escudo nacional en el anverso, mientras en el reverso llevaba el lema "República Mexicana".
Existía en México una corriente de opinión que reclamaba el retorno de las casas de moneda a la administración estatal directa. En diciembre de 1871 Benito Juárez proclamó un decreto por el cual quedaba prohibido el arrendamiento de las cecas y la renovación de los contratos de arrendamiento existentes, pero no pudo cumplirse por la muerte del presidente y los graves problemas fiscales existentes.
El 30 de junio de 1895 un decreto del presidente Porfirio Díaz, promovido por el secretario de Hacienda José Yves Limantour dio por concluidos todos los contratos de arrendamiento de las cecas mexicanas. El 15 de julio del mismo año el Congreso aprobó un decreto por el cual solamente continuarían abiertas las casas de moneda de México, Culiacán, Guanajuato y Zacatecas, quedando la capitalina como dirección general.

### SigloXX
En 1905 el lema de las monedas pasó a ser «Estados Unidos Mexicanos» que se conserva hasta el presente. También comenzó la práctica de colocar la efigie de personajes históricos, en este caso Miguel Hidalgo y Costilla, diseñada por Charles Pillet. En 1910 a raíz del Centenario de la Independencia Mexicana se emitió la primera moneda conmemorativa, el llamado «peso de caballito» diseñada asimismo por Pillet.
La Revolución Mexicana de 1910-1917 alteró el orden monetario. Las fuerzas en pugna emitieron sus propias monedas, generalmente de tosca factura, así como diversos billetes y vales. La Constitución Política de los Estados Unidos Mexicanos de 1917 previno que hubiera un banco de emisión único, administrado por el Gobierno Federal, entre cuyas funciones estaría el establecimiento de casas de Moneda. Se prohibió a los Estados de la república emitir su propio circulante. En consecuencia, en 1925 se creó el Banco de México, entre cuyas atribuciones estaba la de regular la circulación monetaria y la emisión de papel moneda, en forma única y exclusiva.
La introducción del dinero fiduciario en todos los países llevó en 1936 a la desvinculación de la moneda mexicana de su equivalencia directa con plata u oro. A partir de entonces se acuñaron piezas de bronce, latón y cuproníquel, manteniéndose la emisión de monedas de metales preciosos con fines conmemorativos.
En 1970 la Casa de Moneda se trasladó a una nueva sede en la calzada de Legaria, en la Ciudad de México.
Desde 1983 las monedas se acuñan en una moderna planta en San Luis Potosí.

## Actualidad
La Casa de Moneda de México cuenta con avanzada tecnología para la fabricación de cospeles, monedas de cuño corriente y medallas conmemorativas en metales finos e industriales. Así como piezas personalizadas que se diseñan y fabrican de acuerdo a las especificaciones del cliente, estando al alcance del público en general.
En los últimos años ha exportado monedas, a países como: Alemania, Argentina, Austria, Bahamas, Brasil, Canadá, Cuba, Ecuador, Egipto, España, Estados Unidos, Guatemala, Honduras, India, Indonesia, Inglaterra, Malasia, Marruecos, Nicaragua, Noruega, Perú, Portugal, Puerto Rico, Suecia, Suiza, Tailandia, Uruguay y Venezuela.
Actualmente, los billetes son impresos en la Fábrica de Billetes del Banco de México
Las estampillas, pasaportes, formularios oficiales, especies valoradas son impresas en los Talleres de Impresión de Estampillas y Valores, dependiente de la Secretaría de Hacienda y Crédito Público.

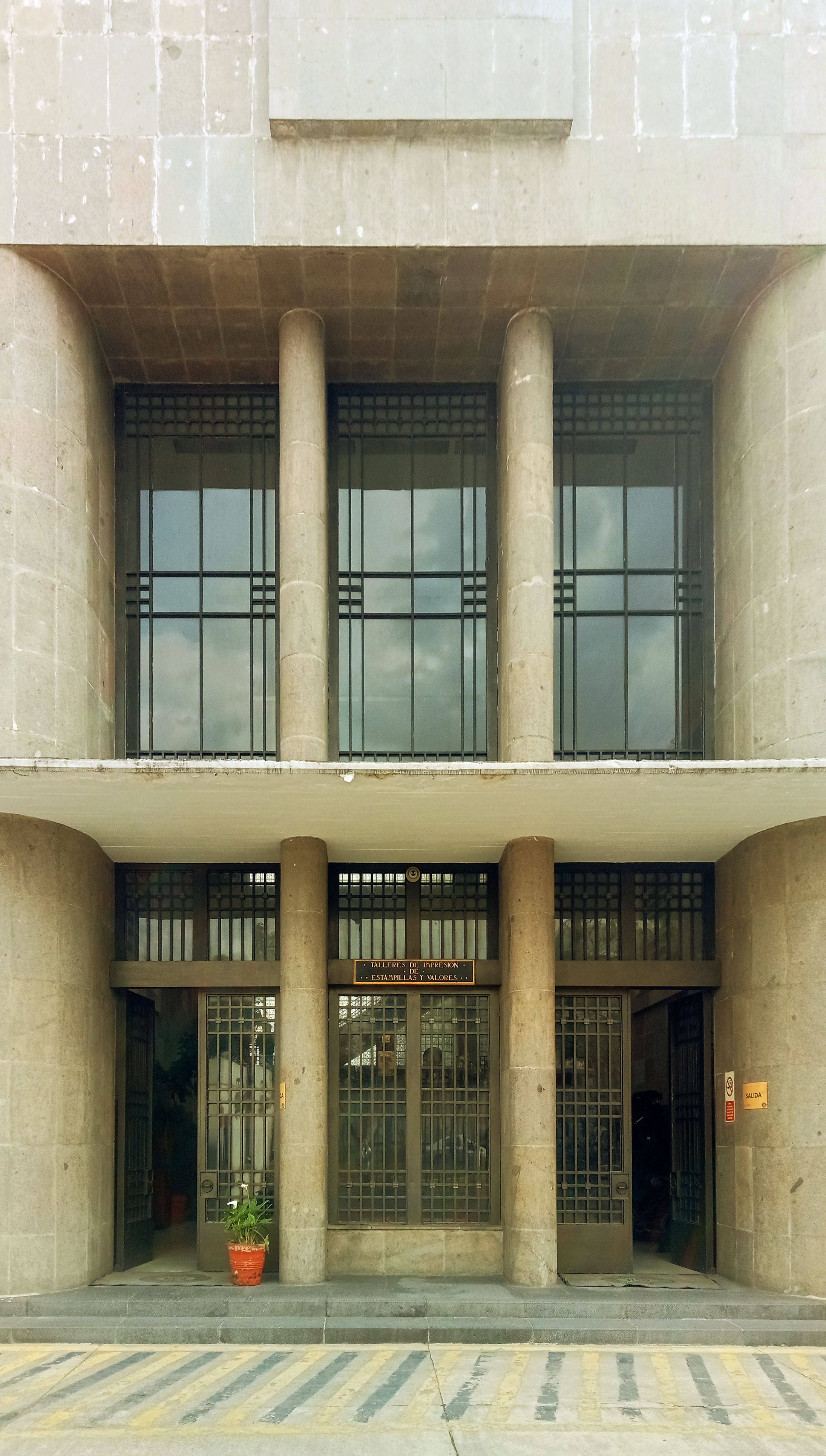
Talleres de Impresión de Estampillas y Valores.

La administración de la Casa de Moneda recae en una Junta de Gobierno, presidida por el secretario de Hacienda y Crédito Público, y en su director general. El actual director es Marcial Luján Bravo.

### Robo a la Casa de Moneda
El 6 de agosto de 2019 la sucursal matriz de la Casa de Moneda de México, que sólo es una tienda, fue asaltada. Los asaltantes lograron llevarse cerca de mil 500 centenarios valuados en 50 millones de pesos.

## Directores generales
| Directores                        | Periodo     |
| --------------------------------- | ----------- |
| Agustín Acosta Lagunes            | 1978-1979   |
| Napoleón Gómez Urrutia            | 1979-1992   |
| Alfredo Lelo de Larrea y Robles   | 1992-2002   |
| Georgina Kessel Martínez          | 2002-2006   |
| Oscar Levin Coppel                | 2006-2008   |
| Jesús Marcelo de los Santos Fraga | 2010-2013   |
| Guillermo Hopkins Gámez           | 2014 - 2018 |
| Jorge Andrés Raygoza Echeagaray   | 2018-2021   |
| Sergio Ernesto Casanueva Reguart  | 2021-2023   |
| Marcial Luján Bravo               | 2023-       |